# Carolina Pascual
Carolina Pascual Gracia (Orihuela, Alicante; 17 de junio de 1976) es una ex gimnasta rítmica española, medalla de plata en los Juegos Olímpicos de Barcelona 1992, entre otras preseas con la selección nacional de gimnasia rítmica de España. También fue campeona de España en categoría de honor (1991). Entre otros reconocimientos, posee la  Orden Olímpica del Comité Olímpico Español (1992), la Medalla de Oro de la Generalidad Valenciana al Mérito Deportivo (1992) y la Medalla de Plata de la Real Orden del Mérito Deportivo (1994). Da nombre a una glorieta en Alicante, una calle en Orihuela y un parque en Correntías Medias (Orihuela).

## Biografía deportiva

### Inicios
Empezó a practicar la gimnasia rítmica con 7 años, cuando su profesora de ballet, actividad que realizaba desde los 4 años, le dijo que tenía cualidades para este deporte. Comenzó en la Escuela de Competición de Murcia y más tarde pasó a entrenar con Rosa Menor en el Club Atlético Montemar de Alicante, club del que han surgido otras gimnastas españolas importantes como Marta Baldó o Estela Giménez. Con 10 años de edad, Rusia le ofreció la nacionalidad para competir con ellas, pero lo rechazó.

### Etapa en la selección nacional
En 1988 fue llamada para la concentración de jóvenes promesas «Barcelona 92». Allí coincidió con algunas futuras estrellas de la gimnasia rítmica española como Ada Liberio, Edi Moreno, Carmen Acedo, Eider Mendizábal, Noelia Fernández, Rosabel Espinosa, Gemma Royo o Montse Martín. En diciembre de 1989 obtuvo el bronce en la general de la primera categoría con el Club Atlético Montemar en el Campeonato de España de Conjuntos celebrado en Torrelavega (Cantabria), además del bronce en la final de 12 mazas y del oro en la final de 2 pelotas, 2 cuerdas y 2 aros. En ese conjunto montemarino también estaban algunas gimnastas que pertenecían o pertenecerían a la selección, como Verónica Bódalo, Mónica Ferrández o Noelia Fernández. Ese mismo año, la seleccionadora Emilia Boneva la convocó para la selección nacional de gimnasia rítmica de España, entrenando desde entonces en el Gimnasio Moscardó de Madrid y conviviendo con el resto de integrantes del equipo en una casa en La Moraleja. Conquistó su primera medalla internacional en el Campeonato Europeo de Goteborg en 1990, al lograr el bronce por equipos junto a Noelia Fernández y Mónica Ferrández. En la misma competición fue 12.ª en el concurso general individual, 7.ª en cuerda y 8.ª en cinta. En junio de 1991, en la Final de la Copa de Europa, celebrada ese año en Bruselas, fue 7.ª en el concurso general y 4.ª en la final de cuerda. En octubre, en el Campeonato del Mundo de Atenas, Carolina Pascual sólo pudo ser 15.º en el concurso general, aunque logró el bronce por equipos junto a Carmen Acedo y Mónica Ferrández, y el 5.º puesto en pelota. Ese mismo año fue campeona de España en categoría de honor en el Campeonato de España Individual de 1991, celebrado en Torrevieja, quedando por delante de Mónica Ferrández, Carolina Borrell, Noelia Fernández, Carmen Acedo, Ada Liberio, Amaya Cardeñoso y Rosabel Espinosa.

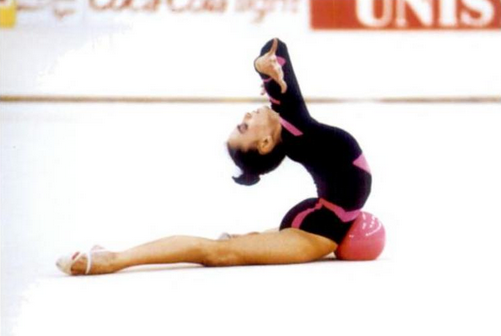
Pascual con la pelota en el Mundial de Atenas (1991). En este montaje empleó Rapsodia sobre un tema de Paganini de Serguéi Rajmáninov.

Para 1992, fue bronce en categoría de honor en el Campeonato de España Individual, celebrado en San Sebastián, siendo superada por Rosabel Espinosa y Noelia Fernández. En junio de ese mismo año, en el Campeonato de Europa de Stuttgart, fue bronce por equipos junto a sus compañeras Carmen Acedo y Rosabel Espinosa. También quedó 11.ª en el concurso general, 8.ª en la final de pelota y 4.ª en la de cuerda. Los dos meses previos a los Juegos, entrenó durante ocho horas diarias de la mano de su entrenadora, la seleccionadora nacional Emilia Boneva. El 8 de agosto de 1992, Carolina conquistó la plata en la especialidad de gimnasia rítmica en las Olimpiadas de Barcelona. La competición resultó de gran nivel al contar con la presencia de potentes rivales procedentes de Ucrania y Bulgaria, y se disputó en el Palacio de los Deportes de Barcelona, que se llenó para la ocasión. Solo la ucraniana Alexandra Timoshenko pudo superar a Pascual en la clasificación. Carolina es el 3.º deportista español más joven en conseguir una medalla olímpica, al hacerlo con 16 años y 52 días. Una lesión poco antes del Campeonato Mundial de Gimnasia Rítmica de 1992, que se iba a celebrar en noviembre en Bruselas, hizo que no pudiera participar en el mismo.
En 1993 volvió a ser bronce en categoría de honor en el Campeonato de España Individual, celebrado en Valladolid, siendo superada por Carmen Acedo y Noelia Fernández, y empatada con Susana Gómez. En junio de ese año se celebró la Final de la Copa de Europa en Málaga, donde Pascual consiguió la medalla de plata en la final de mazas y la de bronce tanto en la final del concurso general individual como en la de cinta, además del 6.º puesto en pelota y en aro. En noviembre tuvo lugar el Campeonato Mundial de Alicante. Carolina logró en esta competición la medalla de plata en la final de mazas, solo superada por su compañera de equipo Carmen Acedo. Además obtuvo el 4.º puesto por equipos, el 7.º en el concurso general individual, el 4.º en cinta, el 8.º en pelota y el 5.º en aro.

### Retirada de la gimnasia
Se retiró en 1993, después del Campeonato Mundial de Alicante, porque pensó que era el momento de dedicarse a sus estudios y a su familia. Carolina posee una glorieta con su nombre en la ciudad de Alicante. También da nombre a un parque y, desde 2012, una calle en Orihuela.
Posteriormente se sacó con sus ahorros el título de Entrenadora Nacional de Gimnasia Rítmica, aunque fue informada después según sus palabras de que no lo tenía que haber cursado y pagado al haber sido medallista olímpica. Se dedicó al entrenamiento profesional de gimnastas de competición en diversos lugares, como la Escuela Municipal de Orihuela, las de la Vega, o el Club Atlético Montemar de Alicante. También tiene el título de Entrenadora Nacional de Aeróbic, además de haberse formado en el mundo del fitness, el aeróbic para embarazadas y la gimnasia de mantenimiento para la tercera edad. Además, estudió un año de arte dramático. Tras compartir casa con sus padres en Orihuela, se mudó a Madrid hacia 2012, donde vive en la actualidad. Para 2016 trabaja en un gimnasio de Madrid y como jueza de rítmica. Desde 2015 presenta el programa Rítmica con Carolina Pascual dentro de la emisora de radio digital Somos Muchas Sport, donde entre otras labores entrevista a personas relevantes dentro del mundo de la gimnasia rítmica. En abril de 2016 apareció en el programa Salvados de La Sexta contando su experiencia deportiva. El 23 de julio de 2016 fue una de las figuras destacadas de la gimnasia rítmica española invitadas a la Gala 20.º Aniversario de la Medalla de Oro en Atlanta '96, celebrada en Badajoz, realizando además una exhibición durante la misma en la que recreó su ejercicio de aro en 1992.

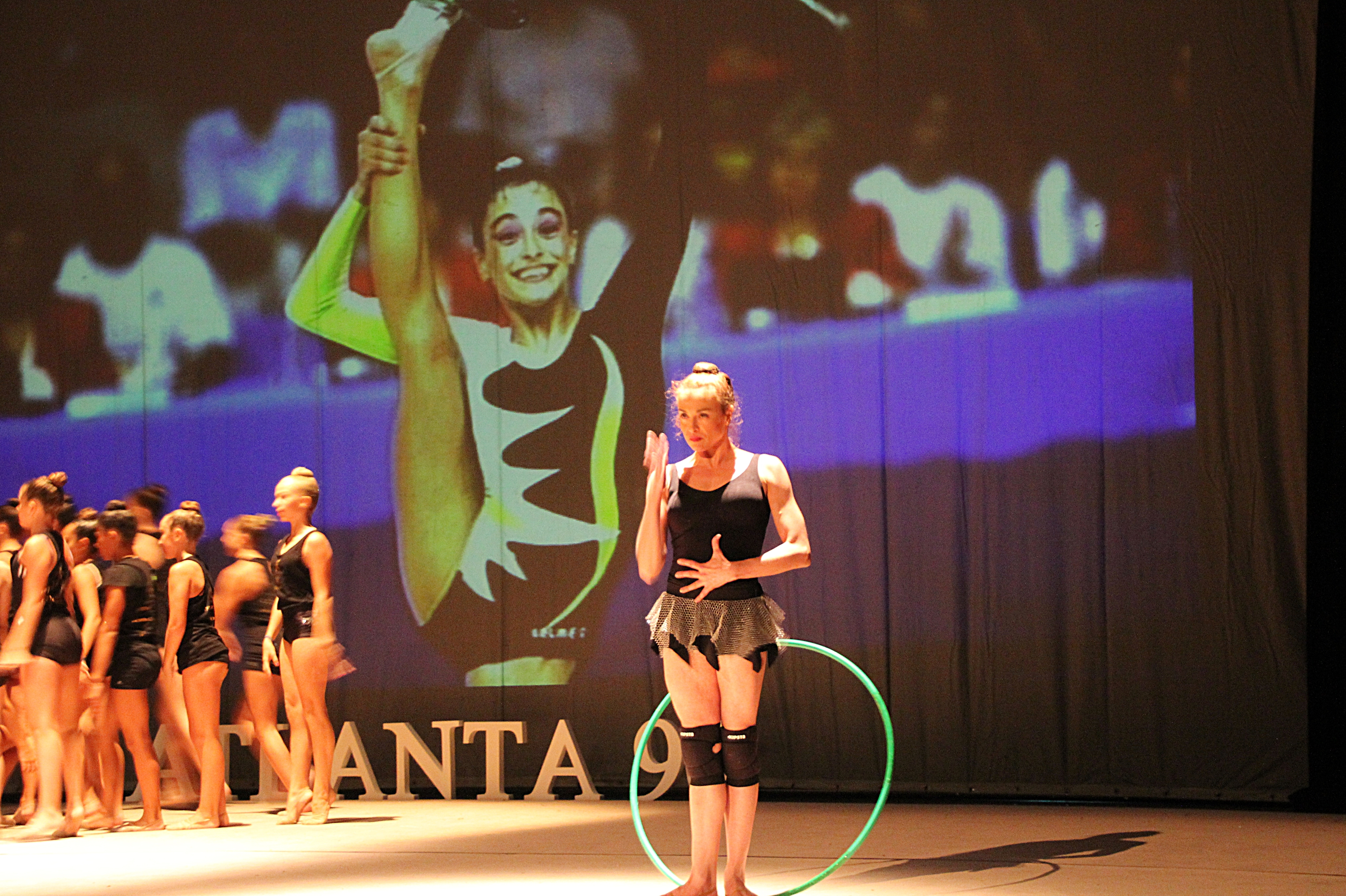
Carolina en la Gala 20.º Aniversario del Oro de Atlanta (2016), donde emuló su ejercicio de 1992 con la música de Terminator 2: el juicio final.

En 2017 apareció como una de las gimnastas ilustradas en el libro Pinceladas de rítmica de Montse y Manel Martín. El 3 de junio de 2017 recibió un homenaje durante la prueba de la Copa del Mundo en Guadalajara con motivo del 25.º aniversario de su plata olímpica, y el 13 de julio de 2017 asistió en Barcelona a la reunión y a la gala homenaje a los medallistas olímpicos españoles por el 50.º Aniversario del diario As que tuvieron lugar en el Estadio Olímpico Lluís Companys y en el Museo Nacional de Arte de Cataluña respectivamente, donde se reencontró con algunas de las otras medallistas olímpicas de la gimnasia rítmica española, como las cinco integrantes del Equipaso, y cuatro de las Niñas de Oro (Marta Baldó, Estela Giménez, Tania Lamarca y Estíbaliz Martínez).
El 25 de noviembre de 2017, Carolina asistió al homenaje a las 9 gimnastas olímpicas de la Comunidad Valenciana, organizado por la Federación Valenciana de Gimnasia durante la Fase Final del Circuito Iberdrola de Gimnasia Rítmica en el Pabellón Pedro Ferrándiz de Alicante. Al mismo asistieron Carolina, Maisa Lloret, Marta Baldó, Carmina Verdú, Marta Linares, Isabel Pagán, Alejandra Quereda y Elena López, con la ausencia de Estela Giménez, que no pudo acudir al acto. También fue homenajeada en el mismo la entrenadora Rosa Menor, ex seleccionadora nacional de gimnasia rítmica. A todas ellas se les hizo entrega de un ramo, un plato condecorado del Ayuntamiento de Alicante y un collar de oro con los aros olímpicos.
En septiembre de 2018 viajó junto a varias exgimnastas de la selección española al Mundial de Gimnasia Rítmica de Sofía para reencontrarse con la ex seleccionadora nacional Emilia Boneva, organizándose además una cena homenaje en su honor.

## Legado e influencia
Pascual logró la primera medalla olímpica en la historia de la gimnasia española al lograr la plata en la general individual de los Juegos Olímpicos de Barcelona el 8 de agosto de 1992. En el libro Pinceladas de rítmica, la exgimnasta Montse Martín y su hermano Manel hablan así sobre el legado de Pascual y las características como gimnasta que le atribuyen: 

«Su temperamento, carisma, energía, interpretación de la música a través de su cuerpo y sobre todo de la expresión de su cara, crearon un estilo nuevo en la gimnasia del momento. Un sello propio y personal que la convirtieron rápidamente en el foco de todas las miradas [...] Su giro con pierna cogida atrás dejaba completamente asombrados a todos los países rivales debido a su gran velocidad, número de rotaciones y perfección a la hora de ejecutarlo».

El periodista alicantino Luis Miguel Sánchez apuntaba en ABC en 1993 que: 

«Carolina Pascual sobresale por su temperamento latino sobre el tapiz. A esta característica se une una gran capacidad de superación frente a la adversidad».

## Equipamientos
| Período             | Proveedor  |
| ------------------- | ---------- |
| 1989 - 1993         | Arena      |
| 1992 (JJ.OO) - 1993 | Kelme      |
| 1993                | John Smith |

## Música de los ejercicios
| Año                           | Aparatos                                                                                   | Música |
| ----------------------------- | ------------------------------------------------------------------------------------------ | --- |
| 1989 (Conjunto 1.ª categoría) | 12 mazas                                                                                   | «Una rosa es una rosa» de Mecano. |
| 1990                          | Pelota                                                                                     | Adagio de Albinoni, compuesto por Remo Giazotto. |
| 1990                          | Aro                                                                                        | Sinfonía n.º 6 de Piotr Ilich Chaikovski. |
| 1990                          | Cinta                                                                                      | Música del ballet El lago de los cisnes de Piotr Ilich Chaikovski. |
| 1990                          | Cuerda                                                                                     | «La Tani» de Asociación Flamenca de Andalucía. |
| 1991                          | Pelota                                                                                     | Rapsodia sobre un tema de Paganini de Serguéi Rajmáninov. |
| 1991                          | Aro                                                                                        | Tema principal del musical Jesus Christ Superstar, compuesto por Andrew Lloyd Webber y Tim Rice. |
| 1991 - 1993                   | Mazas                                                                                      | «Dance at the Gym», de la banda sonora del musical West Side Story, compuesta por Leonard Bernstein.                                                                                                 |
| 1992                          | Aro                                                                                        | «Sarah on the Run» y «Main title», de la banda sonora de la película Terminator 2: el juicio final de James Cameron, compuesta por Brad Fiedel.                                                      |
| 1992                          | Cuerda                                                                                     | Danza ritual del fuego, perteneciente al ballet El amor brujo, de Manuel de Falla. |
| 1993                          | Pelota                                                                                     | «Marketplace», tema de la banda sonora de la película Aladdín, compuesta por Alan Menken. |
| 1993                          | Pelota                                                                                     | «Vampire Hunters» y «The Brides», temas pertenecientes a la banda sonora de la película Drácula, de Bram Stoker de Francis Ford Coppola, compuesta por Wojciech Kilar.                               |
| 1993                          | Aro                                                                                        | «Armour Piercing Bullets», tema de la banda sonora de la película Lethal Weapon 3 de Richard Donner, compuesta por Michael Kamen.                                                                    |
| 1993                          | Cinta                                                                                      | «Furia española». |
| 1993                          | Mazas                                                                                      | «The Cookie Factory» de la banda sonora de Edward Scissorhands y «Rooftops/Wild Ride Part I» de la banda sonora de Batman Returns, compuestos por Danny Elfman para sendas películas de Tim Burton . |
| 2016                          | Ejercicio de exhibición (Aro) en Gala 20.º Aniversario de la Medalla de Oro en Atlanta '96 | «Main title» de la banda sonora de la película Terminator 2: el juicio final de James Cameron, compuesta por Brad Fiedel.                                                                            |

## Palmarés deportivo

### Selección española
| 1990 - Campeonato de Europa de Goteborg Bronce por equipos 12.ª en concurso general 7.ª en cuerda 8.ª en cinta 1991 - Final de la Copa de Europa en Bruselas 7.ª en concurso general 4.ª en cuerda - Campeonato del Mundo de Atenas Bronce por equipos 15.ª en concurso general 5.ª en pelota 1992 - Campeonato de Europa de Stuttgart Bronce por equipos 11.ª en concurso general 8.ª en pelota 4.ª en cuerda | 1992 (continuación) - Juegos Olímpicos de Barcelona 1992 3.er puesto en preliminares Plata en final y diploma olímpico 1993 - Final de la Copa de Europa en Málaga Bronce en concurso general Plata en mazas Bronce en cinta 6.ª en pelota 6.ª en aro - Campeonato del Mundo de Alicante 4.º puesto por equipos 7.ª en concurso general 4.ª en cinta Plata en mazas 8.ª en pelota 5.ª en aro |

## Premios, reconocimientos y distinciones
- Premio Importantes de Información 1990 del mes de noviembre, otorgado por el Diario Información (1991)[17]
- Orden Olímpica, otorgada por el Comité Olímpico Español (1992)[18]
- Medalla de Oro de la Generalidad Valenciana al Mérito Deportivo (1992)[19]
- Premio Importantes de Información 1992 del mes de agosto, otorgado por el Diario Información (1993)[20]
- Mejor Deportista Femenina de 1993 en los Premios Deportivos Provinciales de la Diputación de Alicante (1994)[21]
- Medalla de Plata de la Real Orden del Mérito Deportivo, otorgada por el Consejo Superior de Deportes (1994)[22]
- Homenajeada en la Gala Anual de la Real Federación Española de Gimnasia (2006)[23]
- Galardonada (junto al resto de medallistas olímpicos españoles) en la Gala del Centenario del COE (2012)[24][25][26][27]
- Socio de Honor de la Fundación Deporte Alcobendas (Fundal) (2016)[28]
- Galardonada (junto al resto de medallistas españoles de Barcelona '92) en XII Gala del COE (2018)[29]
- Galardonada en la XXXIX Gala Nacional del Deporte de la Asociación Española de la Prensa Deportiva (2019)[30]
- Reconocimiento (junto al resto de medallistas olímpicas españolas) en la XV Gala del COE (2020)[31]

### Otros honores
- Una rotonda en Alicante recibe el nombre de «Glorieta Deportista Carolina Pascual».
- Un parque en la pedanía de Correntías Medias (Orihuela) fue bautizado con su nombre.[32]
- Una calle recibe su nombre en Orihuela desde 2012.[5]
- Entrega de un collar de oro con los aros olímpicos y un plato condecorado del Ayuntamiento de Alicante en el homenaje a las 9 gimnastas olímpicas de la Comunidad Valenciana, organizado por la Federación Valenciana de Gimnasia el 25 de noviembre de 2017 durante la Fase Final del Circuito Iberdrola de Gimnasia Rítmica en el Pabellón Pedro Ferrándiz de Alicante.[13]

## Galería

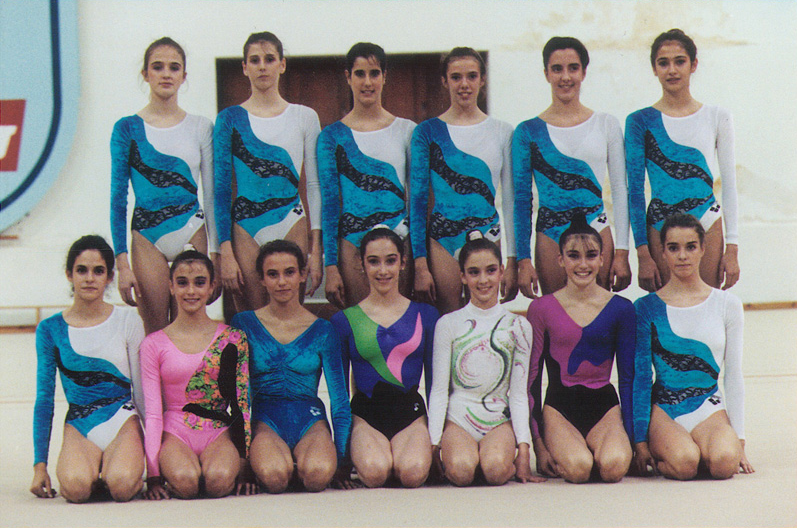
Pascual (sentada, segunda a la izquierda) con la selección nacional en el Gimnasio Moscardó (1991).
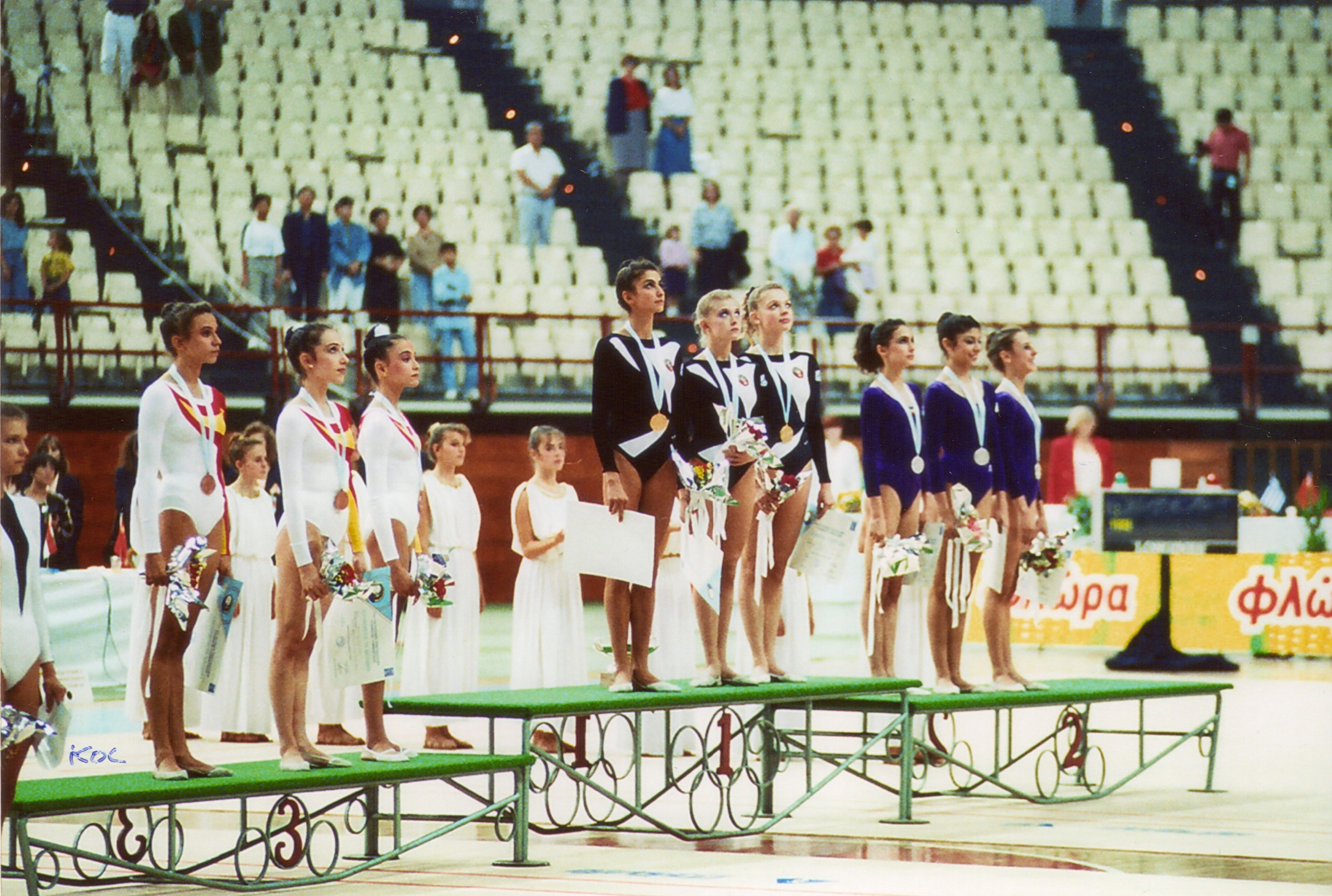
Carolina (tercer peldaño, a la derecha) con Carmen Acedo y Mónica Ferrández en el podio por equipos del Mundial de Atenas (1991).
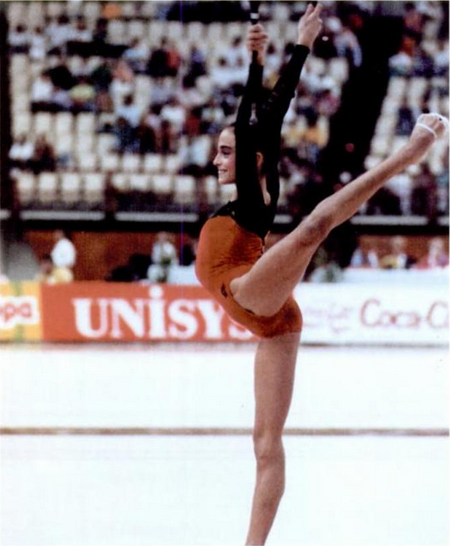
Carolina con las mazas en el Mundial de Atenas (1991).
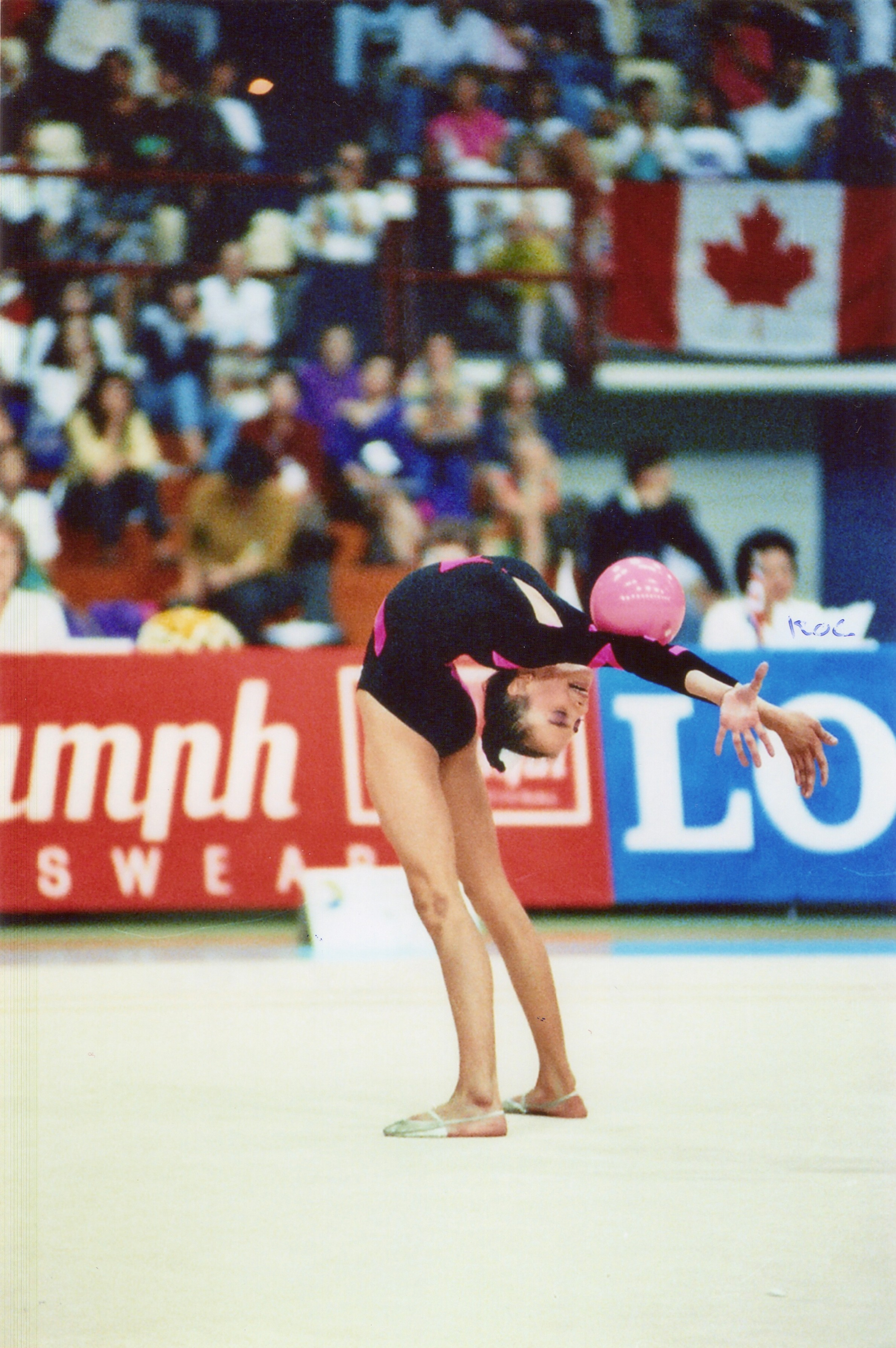
Carolina con la pelota en Atenas.
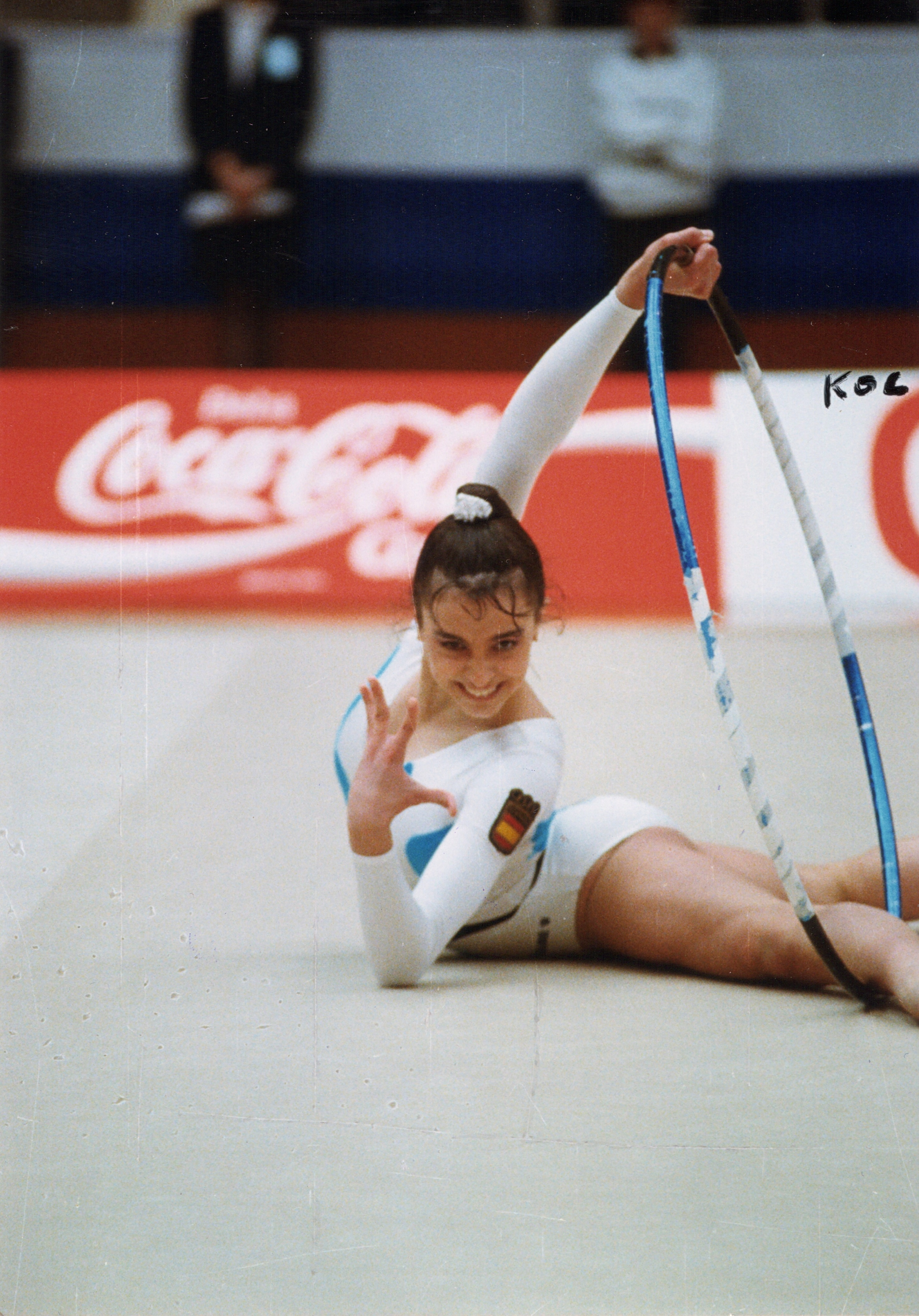
Pascual en el Torneo Preolímpico de Alicante (1992).
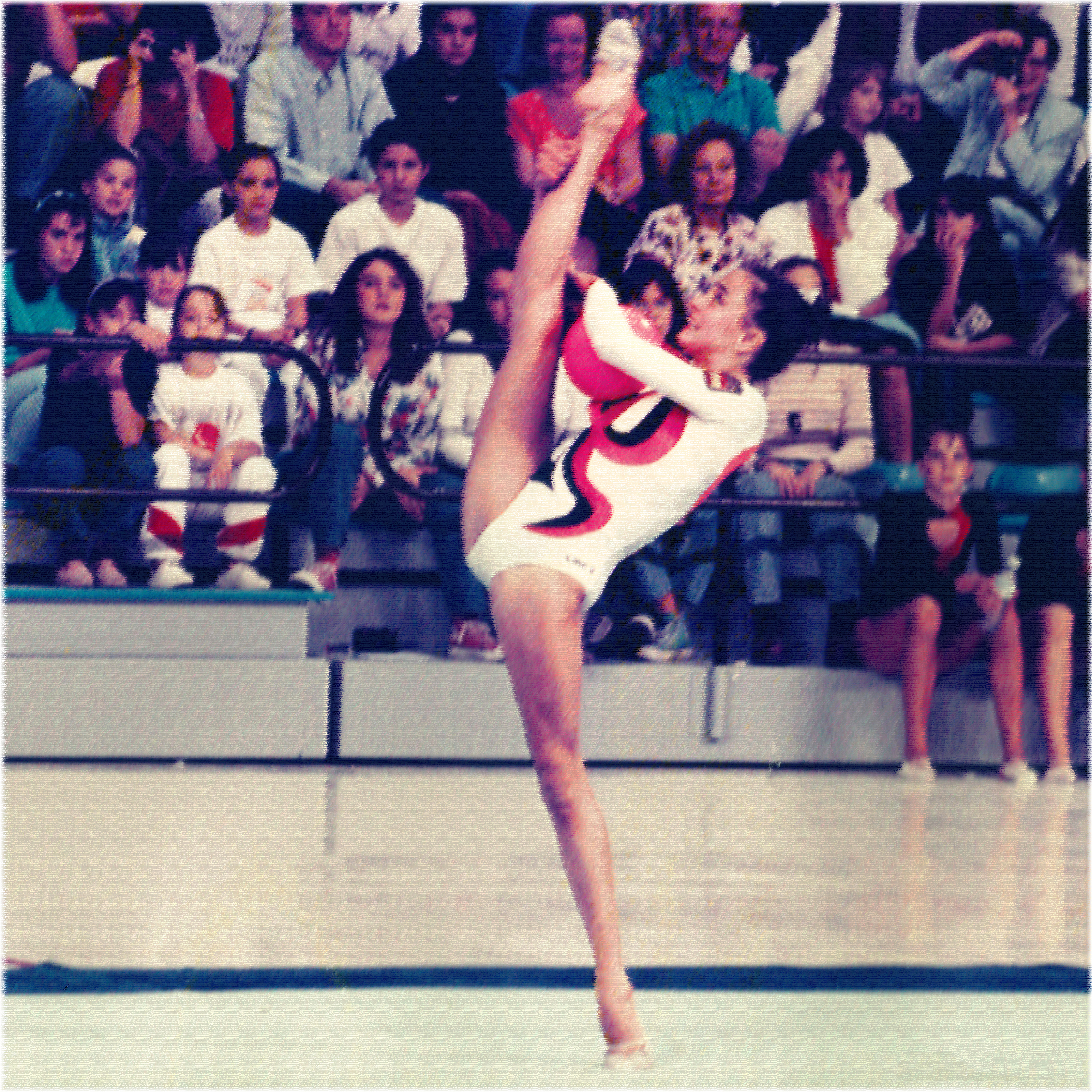
Carolina en una exhibición en Reus (1992).
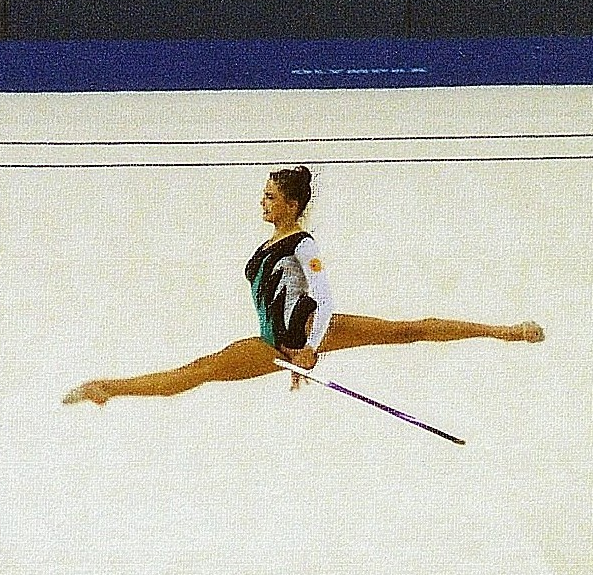
Carolina en el Campeonato Mundial de Alicante (1993).

## Filmografía

### Programas de televisión
| Programas de televisión | Programas de televisión                    | Programas de televisión | Programas de televisión                                                |
| Año                     | Título                                     | Cadena                  | Notas                                                                  |
| ----------------------- | ------------------------------------------ | ----------------------- | ---------------------------------------------------------------------- |
| 1996                    | Estadio 2                                  | La 2 de TVE             | Entrevistada en la sección «ADO Sport»                                 |
| 2016                    | Salvados                                   | La Sexta                | Entrevistada en el reportaje «La otra cara del deporte»                |
| 2016                    | Olímpicos valencianos                      | La 1 de TVE             | Entrevistada en reportaje                                              |
| 2016                    | Documentos TV                              | La 2 de TVE             | Entrevistada en el documental de producción propia Del podio al olvido |
| 2018                    | XXII Gala del Comité Olímpico Español 2017 | Teledeporte             | Premiada                                                               |

### Publicidad
- Línea de punteras con el nombre «Carolina Pascual» para Dvillena (2000).[35]